# Зонненфельдт, Рихард
Рихард Вольфганг Зо́нненфельдт (нем. Richard Wolfgang Sonnenfeldt; 3 июля 1923, Берлин — 9 октября 2009, Порт-Вашингтон, штат Нью-Йорк) — американский инженер, мемуарист, переводчик. В 1945—1946 годах Зонненфельдт служил главным переводчиком американской стороны обвинения на Нюрнбергском процессе.

## Биография
Рихард Зонненфельдт родился в семье врача еврейского происхождения. Вырос в Гарделегене. В августе 1938 года его вместе с братом Гельмутом отправили учиться в школу-интернат в Англии. С началом войны Зонненфельдта, как гражданина Германии, интернировали и отправили в лагерь в Австралию. Во время 37-дневного плавания их корабль был атакован германской подводной лодкой. В 1940 году Зонненфельдт должен был вернуться в Великобританию, но из Бомбея эмигрировал в США. Поступил добровольцем на службу в армию США, занимал разнообразные должности во время Второй мировой войны и участвовал в освобождении концентрационного лагеря Дахау.
В 1945 году 22-летний Зонненфельдт благодаря своим великолепным знаниям языков был принят на работу в Управление стратегических служб переводчиком обвинения на Нюрнбергском процессе. Когда Нюрнбергское дело было завершено, судья Джексон представил Зонненфельдта — к тому времени сержанта — к награждению почетной лентой армии США.
Из Нюрнберга Зонненфельдт вернулся в США, получил американское гражданство, изучал инженерное дело и окончил Университет Джонса Хопкинса в 1949 году.
По своей профессии Рихард Зонненфельдт участвовал в разработке цветного телевидения и подготовке НАСА первого прилунения. В последние годы работал менеджером и был руководящим работником в RCA и исполнительным вице-президентом в NBC. В возрасте семидесяти лет вместе с небольшой командой, в которую входил и один из его сыновей, трижды пересек Атлантический океан на своей яхте «Перегрин».

## Сочинение
- Mehr als ein Leben. Scherz, Bern 2003, ISBN 3-502-18680-4